# Sylvan Muldoon

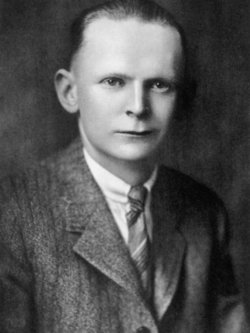
Sylvan Muldoon

Sylvan J. Muldoon (* 18. Februar 1903; † Oktober 1969) war ein US-amerikanischer Autor, der über das Thema Astralprojektion, also über bewusst induzierte außerkörperliche Erfahrungen schrieb. 
Nach eigenen Angaben erlebte er seine erste außerkörperliche Erfahrung im Alter von zwölf Jahren sowie weitere oft in einem Zustand der Katalepsie. Diese Erfahrungen setzten sich in sein Erwachsenenleben fort. 1927 kontaktierte er Hereward Carrington, nachdem er dessen Buch Higher Psychic Development gelesen hatte. In dem Brief schrieb er: „Was mich am meisten verwundert, ist Ihre Bemerkung, daß Monsieur Lancelin so gut wie alles mitgeteilt habe, was über Astralwanderungen bekannt ist. Nun, Mr. Carrington, ich habe Monsieur Lancelins Buch nicht gelesen; wenn Sie aber den wesentlichen Inhalt in Ihrem Buch wiedergegeben haben, dann kann ich ein Buch über die Dinge schreiben, die Lancelin nicht weiß!“.:20 Es kam zu einer Zusammenarbeit der beiden, die 1929 in der Veröffentlichung des Buches The Projection of the Astral Body (dt. Die Aussendung des Astralkörpers) mündete. Das Buch trug viel dazu bei, das Konzept des Astralkörpers bekannt zu machen. Es wurde in mehrere Sprachen übersetzt und erhielt zahlreiche Neuauflagen.

## Werke
- Muldoon, Sylvan J.; Carrington, Hereward: Die Aussendung des Astralkörpers. Bauer, Freiburg im Breisgau 1983, ISBN 3-7626-0073-2.